# Közönséges levesteknős

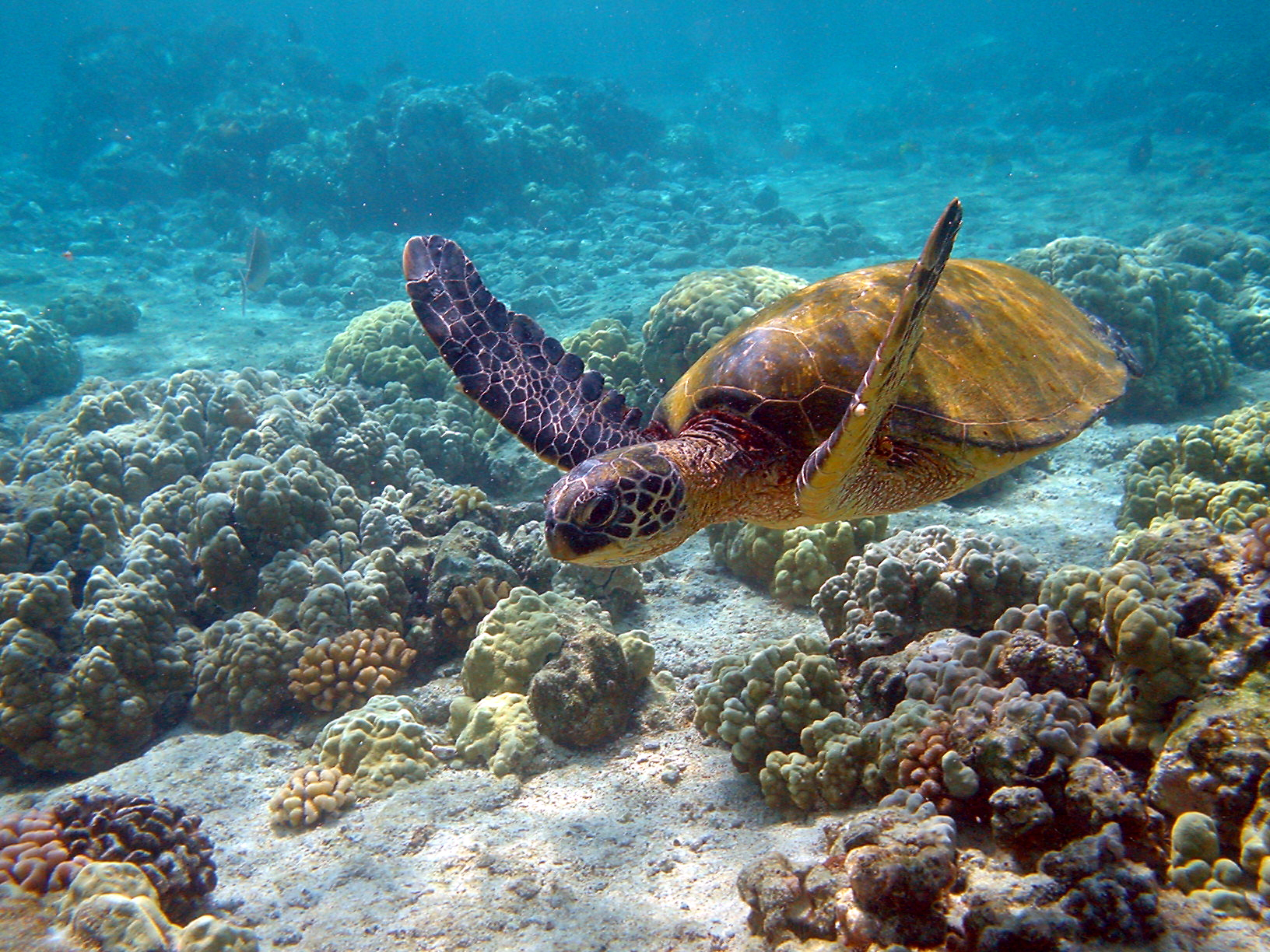
közönséges levesteknős egy Hawaii melletti korallzátonynál

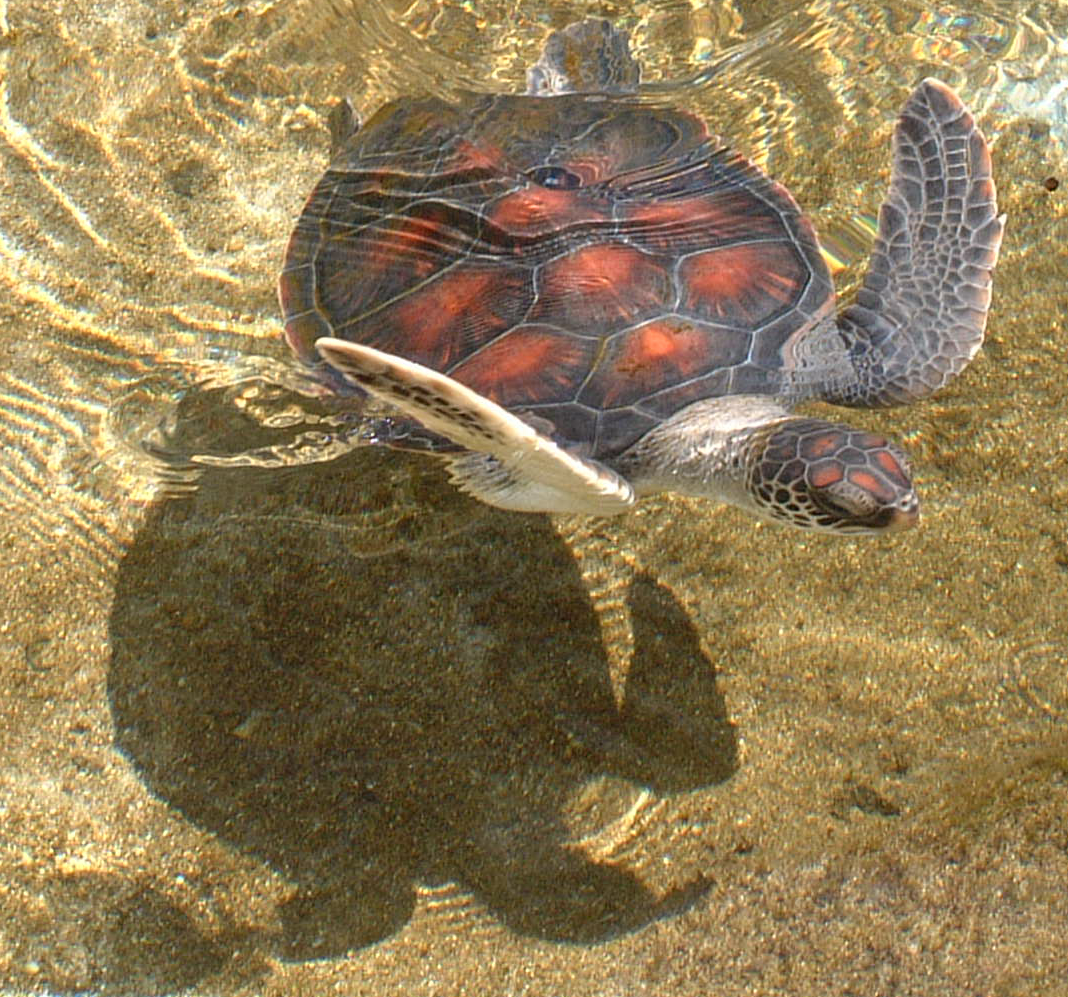

A közönséges levesteknős (Chelonia mydas) a hüllők (Reptilia) osztályának teknősök (Testudines) rendjébe, ezen belül a tengeriteknős-félék (Cheloniidae) családjába tartozó faj.
Mint a neve is mutatja, akadnak, akik levest főznek a teknősök húsából, ami egyéb környezeti ártalmakkal egyetemben hozzájárult ahhoz, hogy a faj erősen veszélyeztetett legyen.

## Előfordulása
Trópusi, szubtrópusi tengerekben, és a mérsékelt öv melegebb vizeiben honos. Mindhárom főbb óceánban megtalálható. A közönséges levesteknős legfontosabb telepei és fészkelőhelyei a Costa Rica-i Tortuguero, a Karib-tengeri Aves-sziget és az Atlanti-óceán középső részén fekvő Ascension-sziget. A törvény által előírt óvintézkedések ellenére a levesteknősök vadászata tovább folyik. Eredeti elterjedési területük legnagyobb részéről mára eltűntek.

## Megjelenése
Mérete 80-152 centiméter, testtömege 65-395 kilogramm. A közönséges levesteknősnek vastag, nehéz csontos páncélja van, amelyet tányérhoz hasonló pikkelyek borítanak. Felnőtt állatoknál a pikkely rendszerint olajzöld vagy sötétbarna és sárga márványozású, illetve foltos. Lábai erőteljes uszonnyá fejlődtek, így ezek segítségével jut előre a vízben. Feje túl nagy ahhoz, hogy páncélja alá tudja húzni. A közönséges levesteknős a fölösleges sós vizet egy speciális mirigy segítségével választja ki, amely a szeme közelében található.

## Életmódja
Gyakran sütkérezik a napon, de ezektől az alkalmaktól eltekintve, a levesteknős teljesen vízhez kötött életet él. A tojások lerakásának idejét kivéve magányos lény. Tápláléka rákok és halak, amíg az állatok fiatalok. A felnőttek kizárólag növényi táplálékot fogyasztanak. Az állat több ezer kilométeres utat tesz meg a fészkelő helyek felkereséséhez. A közönséges levesteknős 40-50 évig él.
|  |  |

## Szaporodása
Az ivarérettséget 10-15 éves korban éri el. A párzási időszak októbertől februárig tart. A tojások lerakásának ideje 7-10 hétig tart. Néhány hét alatt több fészekaljat hoz létre egy nőstény. Egy fészekaljban körülbelül 100 tojás található, de ez a nőstény korától is függ. Tojásait a vízparti homokba rakja. A tojások pingponglabda nagyságúak. A tojásból való kifejlődéshez 2-3 hónap kell, hogy elteljen. A tojásból kibújó teknősök neme attól függ, milyen hőmérsékletű a levegő, amikor kikelnek. 30 °C-nál 1:1 a nemek közötti arány, 28 °C-nál kizárólag hímek, 32 °C-nál pedig kizárólag nőstények jönnek a világra. Száz tojásból legfeljebb egy-két fiatal teknős éli túl az első esztendőt. A kis teknősök előbújásának nagy része éjszaka történik. Ekkor a holdfény vezeti őket a tengerhez, és ilyenkor kevesebb a ragadozó.

## Ember és teknős
Míg a legtöbb országban tilos elfogni a levesteknőst, csakúgy mint a többi tengeri teknőst, világszerte vadásznak rájuk. Hol szándékosan fogják el őket, hol véletlenül esnek csapdába. A bőrét cserzés után használják, főként Hawaii-on. Kínában és sok egyéb ázsiai országban a tengeri teknősök húsát különleges csemegének tartják. Indiában és másutt szent állatként tisztelik a vastu csillagászat és a feng shui előírásai szerint.
Indonéziában, Jáva szigetén a teknős tojások fogyasztása nagyon népszerű. A teknős húsa azonban 'tisztátalan' (harám) az iszlám törvények szerint, ami a régió elsődleges vallása. Viszont a hinduk által lakott Bali szigetén nagy a kereslet a teknőshúsra, ezért egyre több helyről gyűjtik be ezeket az állatokat. Balin szokássá vált teknőshúst fogyasztani vallási és egyéb ünnepi lakomák alkalmával. Balira az 1950-es évek óta importálnak levesteknőst, minthogy a helyi teknős állományt erősen megtizedelték. Balin nem fogyasztják a tojásokat, ezeket eladják a helybéli muzulmánoknak. A növekvő és anyagilag is gyarapodó lakosság egyre nagyobb keresletet jelent, ami végül a helyi teknős állomány szinte teljes eltűnéséhez vezethet.
A teknősöket a páncéljukért is vadásszák. A teknőspáncél hagyományos díszítő anyagnak számít sok országban, pl. Kína, Japán. Az ókori görögök és rómaiak, főként az uralkodó osztály tagjai, szintén kedvelték a teknősből készült dekorációkat és használati tárgyakat. Manapság sok turista is hazavisz teknősből készült emléktárgyakat, nem gondolva a rettenetes árra, amit ezek az állatok fizetnek.
A tengeri teknősök immunisak a halálos mérgű medúzákkal szemben és ezért gyakran fogyasztják azokat. Ezzel sok kedvelt trópusi tengerpart biztonságosabbá tételében hasznos szerepet töltenek be.